# دانیله کروچه
دانیله کروچه (انگلیسی: Daniele Croce؛ زادهٔ ۹ سپتامبر ۱۹۸۲) بازیکن فوتبال اهل ایتالیا است.
از باشگاه‌هایی که در آن بازی کرده‌است می‌توان به باشگاه فوتبال سورنتو کالچو، باشگاه فوتبال آلساندریا، باشگاه فوتبال دلفینو پسکارا، باشگاه فوتبال چزنا، باشگاه فوتبال امپولی، و باشگاه فوتبال اتلتیکو آرتزو اشاره کرد.